# Ulrich Lebeuf
Ulrich Lebeuf est un photographe français né le 18 novembre 1972 à Champigny-sur-Marne.
Il est depuis 2014 le directeur artistique du festival de photographie MAP à Toulouse et anime des ateliers en France et à l’étranger.

## Biographie
Ulrich Lebeuf né en 1972 est un photographe français. Il est depuis 2014 le directeur artistique du festival de photographie MAP à Toulouse, et anime des ateliers en France et à l’étranger,.
En mai 2016 il reçoit le Prix Jean Dieuzaide décernée par l’Académie des Arts du Languedoc, cette récompense salue le travail du photographe, aussi bien pour son rôle de témoin lors de grands événements, au travers de ses photos pour la presse française et internationale ; que pour son engagement dans la promotion de la photographie en tant que directeur artistique.
Membre de l’agence MYOP depuis janvier 2007, ses travaux sont publiés dans Le Monde, Libération, The New York Times ou des magazines comme Grazia, VSD, Géo, M, le magazine du Monde. Il est collaborateur régulier du quotidien Libération en tant que photoreporter.
En parallèle à son travail pour la presse, il poursuit des travaux photographique plus personnels, où il alterne les processus photographiques selon les sujets : de la couleur, au noir et blanc, en passant par le Polaroïd, ou des procédés proches de l’art pictural.

## Expositions
- Galerie Fermé Le Lundi - Marseille - 2019 - Exposition Khaos[6].
- Rencontres Internationales de Photographie, juillet 2019, Arles Maison Myop - Exposition collective avec Stephane Lagoutte « Théâtre de la violence »
- Galerie Wanted Paris Amnesty International, janvier 2019 - Exposition Isabelle et Amandine
- Rencontres Internationales de Photographie, juillet 2018, Arles - Exposition Duecento, Maison Myop
- le Carré d’Art Rennes juin 2018, Exposition Série Alaska Highway
- Festival Les Promenades Photographiques juin 2017, Exposition Série Dakar Nuit
- Galerie M Toulouse, avril 2017, Exposition Série Dakar Nuit
- Place du Capitole Toulouse, novembre 2016, Exposition Série Portraits Anthropométriques
- Galerie Joseph Antonin Arles juillet 2016, Exposition Série Tropique du Cancer
- Biennale Européenne du Patrimoine Urbain, Quai des Savoirs Toulouse NOVEMBRE 2016 - Exposition Série Polaroïds
- Les ateliers les Frigos Paris, novembre 2015 - Exposition Série Dakar Nuit
- Photo London Myop in Lodon mai 2015 - Exposition Série Antonyme de la Pudeur
- Rencontres Internationales de Photographie, juillet 2014, Arles - Exposition Série New York, Maison M.Y.O.P
- Le point Ephémère, novembre 2013 Paris - Exposition Série Isabelle et Amandine
- Festival MAP Toulouse, septembre 2013- Exposition Série Homeless
- Festival Visa pour l’image, septembre 2012 - Projection série Clichés de Campagne politique
- Festival Images Singulières Sète, mai 2012 - Projection série Clichés de Campagne politique
- Maison de la radio Paris, mai 2012 - Exposition Série Clichés de Campagne politique
- Rencontres Internationales de Photographie, juillet 2012, Arles - Exposition Série Tropique du cancer, Galerie le magasin de jouets (hors les murs)
- Rencontres Internationales de Photographie, juillet 2012, Arles - Exposition Série Alaska highway, Galerie le magasin de jouets.
- Rencontres Internationales de Photographie, juillet 2012, Arles - Projection de Clichés de campagne, Nuit de l’Année.
- Rencontres Internationales de Photographie, juillet 2011, Arles- Exposition Série Antonyme de la pudeur, Maison M.Y.O.P
- Rencontres Cinématographiques de Cerbère, octobre 2011- Projection de Alaska highway.
- Galerie d’Art contemporain Kuryos Bordeaux en 2011- Exposition Série « Antonyme de la pudeur ».
- Salon de la Photo, octobre 2011- Paris- Projection de Alaska highway et conférence autour de la série Alaska highway.
- Galerie le Château d'Eau à Toulouse en 2010 - Exposition Série « Antonyme de la pudeur »,
- La Chambre à Bruxelles - Exposition Série « Antonyme de la pudeur »,
- Rencontres Internationales de Photographie, juillet 2010, Arles. Projection de « Tecktonik », Nuit de l’Année.
- Pavillon populaire (Montpellier) pour l'exposition « Un rêve américain » Projection « Alaska highway« du 17 juillet au 3 octobre 2010
- « Sunday’s Screening # 4 » 2010 Paris- Projection de « Alaska hHighway » Galerie « La petite poule noire »
- Parc de la Villette 2006 – Projection des séries « Ere de jeux » et « En attendant mon tour » durant les rencontres de la Villette à Paris en 2007.
- Maison Européenne de la photographie 2006 - Projection de la série « Ere de jeux »
- Rencontres Internationales de Photographie, juillet 2006, Arles. Projection en ouverture du festival des séries « Ere de jeux » et « En attendant mon tour » sous la direction artistique de Raymond Depardon
- Festival du Scoop à Angers 2004 – Exposition de la série « Palestine »
- Centre d’art et d’architecture de Toulouse en 2003 - Exposition AZF

## Publications
- 2010 - Toulouse territoires du tramway, Éditions Privat,  (ISBN 978-2-7089-1766-8)
- 2010 - Antonyme de la pudeur, Éditions Le Château d’Eau,  (ISBN 978-2-919398-00-3)
- 2011 - Première de Couv, Éditions Galerie Chambre à Part,  (ISBN 2-9514751-7-9)
- 2013 - Treize Histoires, Éditions Galerie La Petite Poule Noire,  (ISBN 978-2-9538356-0-1)
- 2016 - Tropique du cancer, Éditions Charlotte Sometimes,  (ISBN 979-10-95669-00-5)[7]
- 2017 - Dakar Nuit, Éditions Charlotte Sometimes,  (ISBN 979-10-95669-04-3)[8].
- 2017 - Foreword - Avant Propos, Éditions MyopZine,  (ISBN 979-10-97503-09-3)
- 2019 - Khaos, Éditions de Juillet,  (ISBN 978-2-36510-072-4)

## Prix et récompenses
- 2016 : Prix Jean Dieuzaide décernée par l’Académie des Arts du Languedoc[3]

### Portfolio
- « Ulrich Lebeuf, les prisonniers du désert », Libération, 8 août 2018.

### Podcast
- S’éveiller au souvenir “des oubliés de nos campagnes” avec Ulrich Lebeuf, Les petits matins par Émilie Chaudet, France Culture, 23 février 2017.